# At Play in the Fields of the Lord
At Play in the Fields of the Lord is een Amerikaanse speelfilm uit 1991, geregisseerd door Héctor Babenco. De film is gebaseerd op de roman At Play in the Fields of the Lord (1965) van Peter Matthiessen. De hoofdrollen worden vertolkt door Tom Berenger, Daryl Hannah, John Lithgow, Aidan Quinn, Tom Waits en Kathy Bates.
Regisseur en producent James Cameron verklaarde dat Avatar (2009) gebaseerd werd op deze film.

## Plot
Twee ontdekkers, Lewis Moon en Wolf, stranden in Mãe de Deus (Portugees: Moeder van God), een buitenpost in het diepe Braziliaanse Amazonewater, nadat hun vliegtuig geen brandstof meer heeft.
De lokale politiebevelhebber wil het dorp van de Niaruna-stam, die opwaarts woont, verplaatsen, zodat ze niet gedood worden door goudmijnarbeiders die naar het gebied gaan en problemen met hem veroorzaken bij de provinciale overheid. De bevelhebber maakt een deal met Moon: als hij en zijn collega het dorp van Niaruna uit de lucht zouden bombarderen en hen weghalen, krijgen ze genoeg benzine om met hun vliegtuig het dorp te kunnen verlaten.
Evangelist Martin Quarrier en zijn vrouw Hazel komen samen met hun zoon Billy naar het dorp om het christelijke evangelie te verspreiden naar de primitieve Niaruna-inheemse inwoners. Zij komen in Mãe de Deus aan om medemissionarissen Leslie en Andy Huben te ontmoeten, die samen met een Niaruna-helper wonen.
Moon en Wolf vertrekken in hun vliegtuig om de Niaruna aan te vallen, maar bij het zien van de gemeenschap met zijn eigen ogen, evenals een Indiër die een pijl naar het vliegtuig schiet, heeft Moon andere gedachten. Het vliegtuig keert terug naar Mãe de Deus.
Die nacht, na een discussie met Wolf, Quarrier en de priester, neemt Moon een Indiase drug en begint te hallucineren. Hij vliegt alleen in zijn vliegtuig naar Niaruna. Moon, een half-inheemse Amerikaanse Cheyenne, richt zich op de Niarunas. Hij wordt geaccepteerd als "Kisu-Mu", een van de goden van Niaruna en begint zich aan te passen aan het leven en de cultuur van Niaruna.

## Rolverdeling
| Acteur          | Personage         |
| --------------- | ----------------- |
| Tom Berenger    | Lewis Moon        |
| Daryl Hannah    | Andy Huben        |
| John Lithgow    | Leslie Huben      |
| Aidan Quinn     | Martin Quarrier   |
| Tom Waits       | Wolf              |
| Kathy Bates     | Hazel Quarrier    |
| Stênio Garcia   | Boronai           |
| Nelson Xavier   | Eerwaarde Xantos  |
| José Dumont     | Commandant Guzman |
| Niilo Kivirinta | Billy Quarrier    |